# کارلوس کینتانار
کارلوس کینتانار (اسپانیایی: Carlos Quintanar‎; ۲ ژوئن ۱۹۳۷ – ۱۴ اکتبر ۲۰۱۰) بازیکن بسکتبال اهل مکزیک بود. وی در بازی‌های المپیک تابستانی ۱۹۶۰، ۱۹۶۴ و ۱۹۶۸ شرکت کرده‌است.